# Adolf Klein (Bankier)
Adolf Klein (* 14. Februar 1844 in Humpoletz; † 30. April 1916 in Wien) war ein österreichischer Bankier und Industrieller.

## Leben

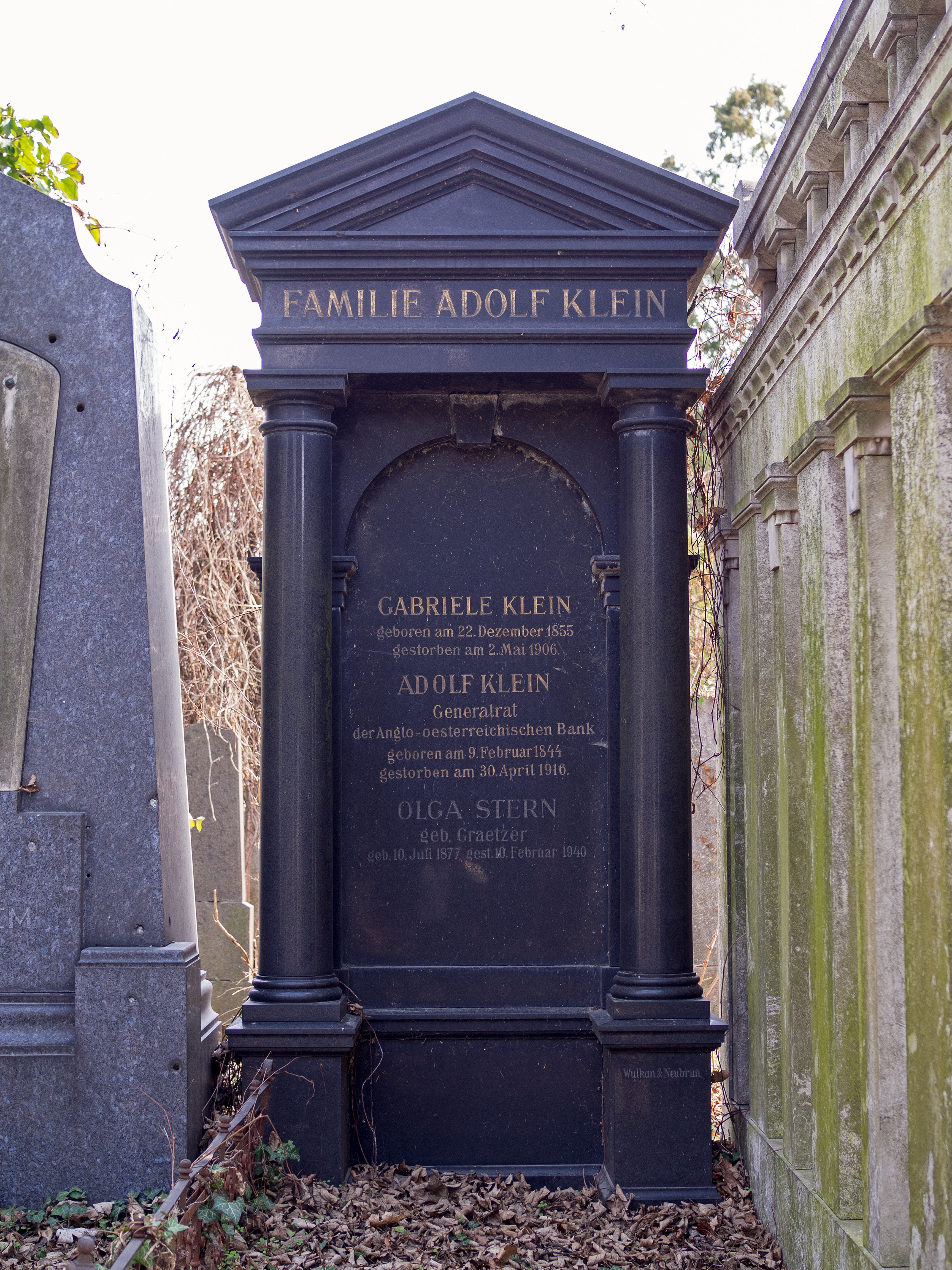
Grab von Adolf Klein auf dem Wiener Zentralfriedhof

Adolf Klein, aus jüdischem Haus, absolvierte eine technische Schule und trat danach 1867 in Paris in den Bankdienst ein. 1872 wechselte er nach Italien, wo er bald darauf Direktor des Credito Mobiliare Italiano in Genua wurde. 1878 wurde Klein als Direktor der neueröffneten Filiale der Anglo-Österreichischen Bank nach Prag berufen. Im Jahre 1880 wurde er zum Direktor der ebenfalls neu eingerichteten Filiale dieser Bank in Budapest bestimmt. Schließlich wurde Klein 1883 in den Generalrat der Bank gewählt, dem er bis zu seinem Tode angehörte. Zudem war der vielfach ausgezeichnete Klein viele Jahre Mitglied der Wiener Börsenkammer. Dazu fungierte er als Vorstandstellvertreter des ständigen Komitees der Anglo-Österreichischen Bank sowie als Vizepräsident des Wiener Giro- und Kassenvereines. Seine letzte Ruhestätte fand  Adolf Klein im alten israelitischen Teil des Wiener Zentralfriedhofes.

## Wirken als Industrieller
Kleins Bedeutung für die Entwicklung der österreichischen Wirtschaft um die Jahrhundertwende lag in der Gründung und Förderung einer Anzahl wichtiger Industriegesellschaften. Dazu gehörte die 1889 durch die Anglo-Österreichische Bank gegründete Nordböhmische Kohlenwerksgesellschaft mit ihrer 1907 entstandenen Verkaufsorganisation, der Deutschböhmischen Kohlen- und Brikettwerke AG, sowie die 1893 gegründete Erste Triester Reisschälfabrikations-AG, die vor dem Ersten Weltkrieg nahezu die gesamte Doppelmonarchie mit Reis versorgen konnte. Vor allem ist aber ist die Allgemeine Österreichische Elektrizitätsgesellschaft zu nennen, die 1914 von der Gemeinde Wien übernommen wurde und aus der die heutigen Wiener Stadtwerke hervorgegangen sind. Adolf Klein, der dem Verwaltungsrat dieser und anderer Unternehmen angehörte, erwarb sich auch Verdienste um die Entwicklung von innerbetrieblichen Sozialleistungen.